# AACR Award for Lifetime Achievement in Cancer Research
Der AACR Award for Lifetime Achievement in Cancer Research ist die renommierteste Auszeichnung der American Association for Cancer Research. Sie wurde 2004 eingeführt und wird seitdem jährlich verliehen. Sie geht an Personen, die grundlegende Erkenntnisse für die Krebsforschung erbracht haben.

## Preisträger
- 2004: Emil Frei III
- 2005: Alfred G. Knudson
- 2006: Bernard Fisher
- 2007: Donald Metcalf
- 2008: Harald zur Hausen
- 2009: Joseph F. Fraumeni
- 2010: Janet Rowley
- 2011: Susan Band Horwitz
- 2012: Beatrice Mintz
- 2013: Harold L. Moses
- 2014: Douglas Hanahan
- 2015: Mario Capecchi
- 2016: Robert Allan Weinberg
- 2017: Mina J. Bissell
- 2018: Joseph R. Bertino
- 2019: Emil J. Freireich
- 2020: Phillip Allen Sharp
- 2021: Frederick Alt
- 2022: Tony Hunter
- 2023: Carl H. June
- 2024: Steven A. Rosenberg
- 2025: Rakesh K. Jain[1]